# حلقة العمل

حلقة عمل افتراضية. تشير الأسهم إلى المسار الزمني لحلقة العمل، مع حدوث التحفيز عند النقطة الحمراء. المنطقة المظللة باللون الأخضر هي العمل الصافي، والمنطقة المظللة باللون الأزرق هي العمل المفقود بسبب المقاومة السلبية والنشطة، والأخضر + الأزرق هو إجمالي العمل.

تُستخدم تقنية حلقة العمل أو حلقة الشغل  في فسيولوجيا العضلات لتقييم العمل الميكانيكي وناتج الطاقة لانقباضات العضلات الهيكلية أو القلبية من خلال اختبار العضلات بالكامل أو حزم الألياف أو ألياف العضلات الفردية <i id="mwDQ">في المختبر</i> . تُستخدم هذه التقنية في المقام الأول للانقباضات الدورية مثل مشي الصرصور ، و رفرفة أجنحة الطيور بشكل إيقاعي  أو خفقان عضلة البطين في القلب. 
لمحاكاة الإنكماش والإستطالة الإيقاعية للعضلة (على سبيل المثال أثناء تحريك أحد الأطراف) والحركية الطبيعية، يقوم محرك سيرفو بتحريك العضلة بتردد ونطاق حركة معينين يتم ملاحظتهما في السلوك الطبيعي. وفي الوقت نفسه، يتم تطبيق دفعة من النبضات الكهربائية على العضلة في بداية كل دورة انكماش/إستطالة لتحفيز العضلة على إنتاج القوة. نظرًا لأن القوة والطول يعودان إلى قيمهما الأولية في نهاية كل دورة، فإن رسم القوة مقابل الطول ينتج "حلقة عمل""حلقة شغل" . و بديهيًا تمثل المنطقة المحاطة بالحلقة العمل الميكانيكي الصافي الذي تقوم به العضلة خلال دورة واحدة.

رسوم متحركة لحلقة شغل افتراضية. لاحظ حركة الحلقة عكس اتجاه عقارب الساعة، مما يشير إلى توليد شبكة من الشغل بواسطة العضلة (على عكس امتصاص الشبكة)

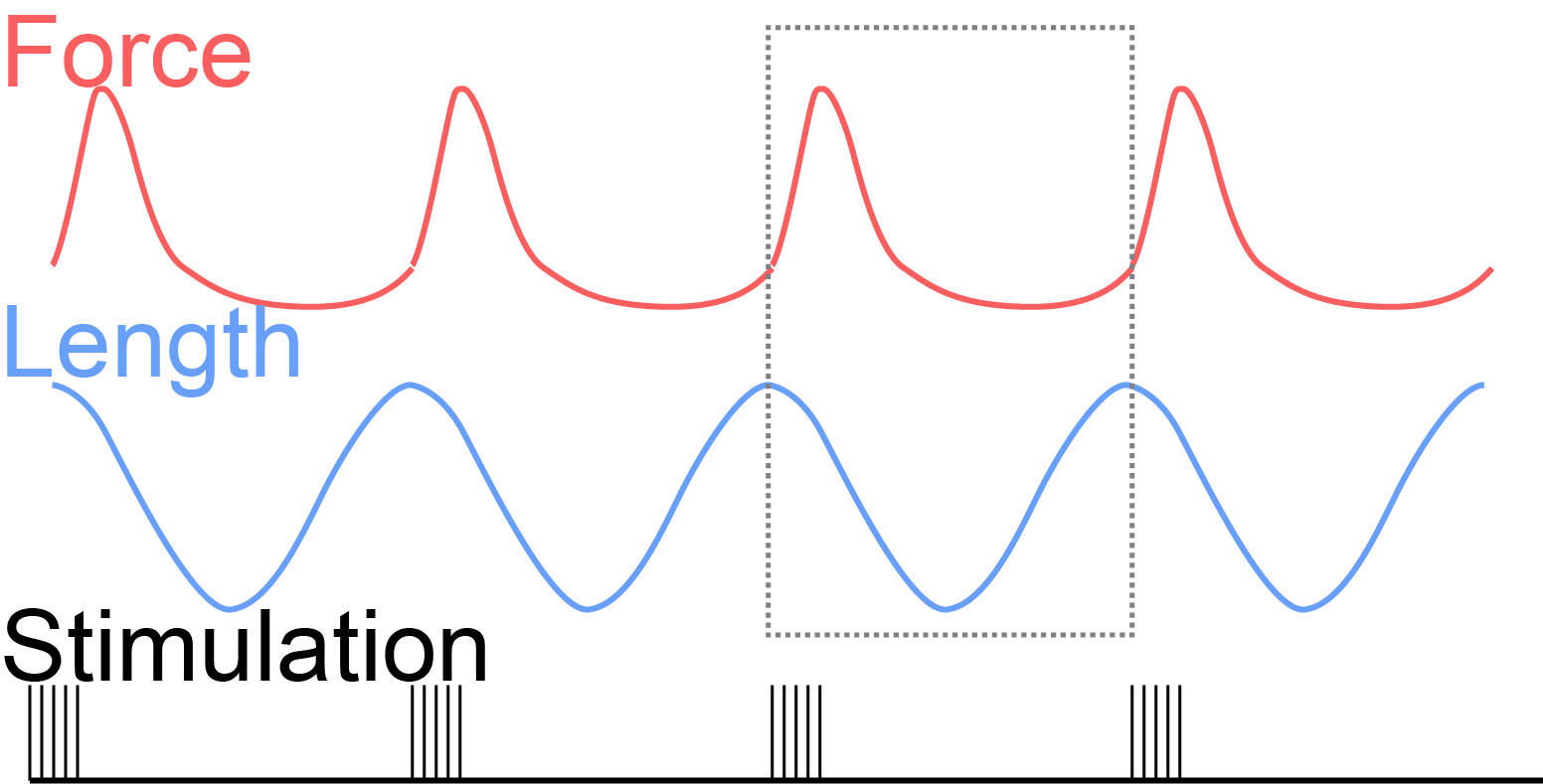
دورات القوة والطول في المختبر. تبدأ كل دورة (على سبيل المثال، الصندوق الرمادي) بنبضات كهربائية لتحفيز إنتاج القوة. أثناء قياس قوة الإنتاج، يتحكم الالشخص المجترب في التحفيز ومدخلات الطول لتتناسب مع الحركات الإيقاعية الحيوية والتنشيط العصبي.

## التاريخ
وقد وصفت الدراسات الكلاسيكية من عشرينيات القرن العشرين إلى الستينيات الخصائص الأساسية لتنشيط العضلات (عبر إمكانات الفعل من الخلايا العصبية الحركية )، وتطور القوة ، والتغير في الطول، وتخفيض السرعة، والاعتماد على الزمن. ومع ذلك، تم قياس كل من هذه المعلمات مع الحفاظ على المعلمات الأخرى ثابتة، مما يجعل تفاعلاتها غير واضحة. على سبيل المثال، تم تحديد العلاقة بين القوة والسرعة والقوة والطول عند سرعات وأحمال ثابتة. ومع ذلك، أثناء الحركة، لا تكون سرعة العضلات ولا قوة العضلات ثابتة. فعلى سبيل المثال، أثناء الجري، تتعرض العضلات في كل ساق لقوى متغيرة مع الزمن وسرعات انكماش متغيرة مع تباطؤ الساق وتسارعها من ضربة الكعب على الأرض . في مثل هذه الحالات، لا تكون تجارب القوة-الطول (السرعة الثابتة) أو القوة-السرعة (الطول الثابت) كافية لتفسير وظيفة العضلات بشكل كامل. 
في عام 1960، تم تقديم طريقة حلقة الشغل لاختبار انقباضات العضلات ذات السرعة المتغيرة والقوة المتغيرة. تميزت تجارب حلقة العمل المبكرة هذه بالسلوك الميكانيكي للعضلة غير المتزامنة (وهي نوع من عضلات طيران الحشرات ).  ومع ذلك، نظرًا للطبيعة المتخصصة للعضلات غير المتزامنة، كانت طريقة حلقة العمل قابلة للتطبيق فقط في تجارب عضلات الحشرات . وفي عام 1985، قام روبرت ك. جوزيفسون بتحديث التقنية لتقييم خصائص العضلات المتزامنة التي تدعم طيران الجندب  عن طريق تحفيز العضلة على فترات زمنية منتظمة خلال كل دورة تقصير-إطالة. أدى ابتكار جوزيفسون إلى تعميم تقنية حلقة العمل للاستخدام على نطاق واسع بين أنواع العضلات اللافقارية والفقارية ، مما أدى إلى تقدم كبير في مجالات فسيولوجيا العضلات والميكانيكا الحيوية المقارنة .
كما سمحت تجارب حلقة العمل بتقدير أكبر لدور حركية التنشيط والاسترخاء في قوة العضلات ونتائج العمل. على سبيل المثال، إذا تم تشغيل العضلة وإيقافها بشكل أبطأ، فإن منحنيات الانكماش والإطالة ستكون أقل عمقًا وأقرب إلى بعضها البعض، مما يؤدي إلى انخفاض الناتج من الشغل. تم اكتشاف حلقات شغل "سلبية" أيضًا، مما يدل على أن إطالة العضلات عند قوة أعلى من منحنى الانكماش يمكن أن يؤدي إلى امتصاص الطاقة الصافية بواسطة العضلة، كما في حالة التباطؤ أو المشي بسرعة ثابتة على جبل منحدر.
في عام 1992، تم توسيع نطاق نهج حلقة الشغل من خلال الاستخدام المبتكر لقياسات إجهاد العظام للحصول على القوة في داخل الجسم . بفضل الجمع بين تقديرات تغيرات طول العضلات أو الطرق المباشرة (مثل القياس بالموجات فوق الصوتية )، تمكنت تقنية القوة في الجسم الحي من إجراء أول قياسات "لحلقة العمل" في الجسم الحي . 

## تحليل حلقة العمل

### العمل الإيجابي والسلبي والصافي
تجمع حلقة العمل بين مخططين منفصلين: القوة مقابل الزمن ؛ والطول مقابل الزمن. عندما يتم رسم القوة مقابل الطول في رسم بياني ، يتم إنشاء رسم حلقة العمل: كل نقطة على طول الحلقة تتوافق مع قوة وقيمة طول في نقطة معينة من الزمن. مع تقدم الزمن، ترسم النقاط شكل حلقة العمل. إن الاتجاه الذي يتم تتبع حلقة العمل فيه عبر الزمن هو سمة أساسية لحلقة العمل. وبما أن العضلة تقصر أثناء توليد قوة شد (أي "السحب")، فمن المتفق عليه أن العضلة تؤدي عملاً إيجابياً ("فهي تعمل كمحرك") خلال تلك المرحلة. مع إطالة العضلة (مع الاستمرار في توليد قوة شد) تقوم العضلة بعمل سلبي (أو، بدلاً من ذلك، أن هذا العمل الإيجابي ينصب على العضلة). وبالتالي، يقال إن القوة المولدة للعضلة أثناء الإنكماش تنتج "عملاً إيجابياً" (أي يستفاد منه)، في حين أن القوة المولدة للعضلة أثناء الإطالة تنتج "عملاً سلبياً" (أي شغل امتصاص، أو عمل ضائع).
على مدار دورة كاملة، يوجد عادةً بعض الشغل الإيجابي، وبعض العمل السلبي (الضائع) ؛ إذا كانت الدورة الكلية عكس اتجاه عقارب الساعة مقابل اتجاه عقارب الساعة، فإن حلقة الشغل تمثل توليد الشغل الإجمالي مقابل امتصاص العمل، على التوالي. على سبيل المثال، أثناء القفز، تعمل عضلات الساق على توليد عمل لزيادة سرعة الجسم بعيدًا عن الأرض، مما ينتج عنه حلقات عمل عكس اتجاه عقارب الساعة. ومع ذلك، عند الهبوط، تمتص نفس العضلات العمل لتقليل سرعة الجسم، مما يؤدي إلى حلقات شغل في اتجاه عقارب الساعة. علاوة على ذلك، يمكن للعضلة أن تنتج عملاً إيجابياً يتبعه عمل سلبي (أو العكس) ضمن دورة انكماش وإستطالة، مما يتسبب في شكل حلقة عمل على شكل "رقم 8" تحتوي على أجزاء في اتجاه عقارب الساعة وأخرى في عكس اتجاه عقارب الساعة. 
نظرًا لأن الشغل يُعرَّف بأنه القوة مضروبة في الإزاحة، فإن مساحة الرسم البياني تُظهر ناتج العمل الميكانيكي للعضلة. في حالة توليد الشغل النموذجية، تظهر العضلة ارتفاعًا سريعًا منحنيًا في القوة أثناء انكماشها، يتبعه انخفاض أبطأ أثناء أو قبل زمن قصير من بدء العضلة في مرحلة الإستطالة في الدورة. تعطي المنطقة الواقعة أسفل منحنى الانكماش (المنحنى العلوي) العمل الإجمالي الذي تقوم به العضلة المتكمشة، بينما تمثل المنطقة الواقعة أسفل منحنى الإطالة (المنحنى السفلي) الشغل الذي تمتصه العضلة ويتحول إلى "حرارة "(يتم ذلك إما بواسطة قوى بيئية (كحرارة مفقودة) أو عضلات تعمل عكسيا). إن طرح الأخير من الأول يعطي "الناتج الصافي للعمل الميكانيكي" (للشغل) لدورة العضلة، وقسمة ذلك على مدة الدورة يعطي الناتج الصافي للطاقة الميكانيكية.

### استنتاج وظيفة العضلات من شكل حلقة العمل
من الناحية النظرية، فإن حلقة العمل المربعة (المساحة = أقصى قوة × أقصى إزاحة) تمثل أقصى ناتج شغل لعضلة تعمل ضمن نطاق معين من القوة والطول.  وعلى العكس من ذلك، فإن الخط المسطح (حيث أن المساحة = 0) يمثل الحد الأدنى لإنتاج الشغل. على سبيل المثال، العضلة التي تولد القوة دون تغيير الطول ( الانقباض المتساوي الطول ) سيظهر خطًا عموديًا "كحلقة عمل". وعلى نحو معاكس، فإن العضلة التي تتقلص دون تغيير القوة ( الانقباض المتساوي التوتر ) ستظهر خطًا أفقيًا "كحلقة عمل". وأخيرًا، يمكن للعضلة أن تتصرف مثل الزنبرك الذي يمتد خطيًا عند تطبيق القوة عليه. ستؤدي هذه الحالة النهائية إلى "حلقة عمل" ذات خط مستقيم مائل حيث يكون ميل الخط هو صلابة/مرونة الزنبرك.

## نهج تجريبي لحلقة العمل
يتم إجراء تجارب حلقة العمل (حلقة الشعل) في أغلب الأحيان على أنسجة العضلات المعزولة إما من اللافقاريات (مثل الحشرات  والقشريات  ) أو الفقاريات الصغيرة (مثل الأسماك ،  والضفادع ،  والقوارض  ). تنطبق التقنية التجريبية الموضحة أدناه على كل من الطرق المختبرية (اختبار معملي) والموضعية (إختبار واقعي أو حي).

### إعداد التجربة
وفقًا للإجراءات الإنسانية المعتمدة من قبل IACUC ، يتم عزل العضلة من الحيوان (أو تحضيرها في الموقع)، وربطها بجهاز اختبار العضلات وغمرها في محلول رينجر المؤكسج أو محلول كريبس هينسليت مع الحفاظ على درجة حرارة ثابتة. وبينما تكون العضلة المعزولة لا تزال حية، يقوم المجرب بعد ذلك بتطبيق اثنين من المتغيرات لاختبار وظيفة العضلة: 1) التحفيز الكهربائي لمحاكاة عمل العصبون الحركي ؛ و2) الإجهاد (تغيير طول العضلة) لمحاكاة الحركة الإيقاعية لأحد الأطراف. ولإثارة انقباض العضلات، يتم تحفيز العضلة من خلال سلسلة من النبضات الكهربائية التي يتم توصيلها بواسطة قطب كهربائي لتحفيز العصب الحركي أو أنسجة العضلات نفسها. وفي الوقت نفسه، يقوم محرك سيرفو يتم التحكم فيه بواسطة الكمبيوتر في جهاز الاختبار بتحريك العضلة أثناء قياس القوة التي تولدها العضلة المحفزة. يتم تغيير المعلمات التالية بواسطة الشخص الباحث للتأثير على قوة العضلات ، والشغل ، وناتج الطاقة:
- مدة التحفيز: الفترة الزمنية التي تتلقى فيها العضلة التحفيز الكهربائي
- تردد نبضات التحفيز: عدد نبضات التحفيز لكل مدة تحفيز
- مرحلة التحفيز: التأخير الزمني بين بداية التحفيز وتغير طول العضلة
- سعة الاجهاد: الفرق بين الحد الأقصى والحد الأدنى لقيم تذبذب الطول
- تردد الاجهاد/الدورة: عدد فترات الانقباض والإستطالة لكل فترة زمنية

يؤثر تردد الاجهاد على ناتج العمل الميكانيكي.

تؤثر مرحلة التحفيز على نتائج العمل الميكانيكي. يتم عرض توليد الشغل مقابل امتصاص العمل (كحرارة ضائعة مثلا) من خلال التظليل الأحمر مقابل الأزرق على التوالي. لاحظ كيف تؤثر مرحلة التحفيز على كل من شكل وحجم القوة بالإضافة إلى اتجاه حلقة العمل.

### حساب العمل العضلي والقوة من البيانات التجريبية
يتطلب حساب عمل العضلات أو القوة جمع بيانات قوة العضلات وطولها (أو سرعتها) بمعدل معروف لأخذ العينات . ثم يتم حساب العمل الصافي عادةً إما من القوة اللحظية (قوة العضلات × سرعة العضلات) أو من المنطقة المحاطة بحلقة العمل على رسم بياني للقوة مقابل الطول. كلتا الطريقتين متكافئتان رياضيا ودقيقتان للغاية، ومع ذلك فإن طريقة "المنطقة داخل الحلقة" (على الرغم من بساطتها) قد تكون مرهقة للتنفيذ بالنسبة لمجموعات البيانات الكبيرة.

#### الطريقة 1: طريقة تعيين القدرة اللحظية
الخطوة 1) ابدأ بالحصول على سرعة العضلات عن طريق التمايز العددي لبيانات طول العضلات. الخطوة 2) الحصول على قوة العضلات اللحظية عن طريق ضرب بيانات قوة العضلات في مقادير سرعة العضلات لكل عينة زمنية. الخطوة 3) يتم تعيين صافي العمل (رقم واحد) من خلال التكامل العددي لبيانات قوة العضلات. الخطوة 4) ابهذا تحصل على الطاقة الصافية (عدد واحد) عن طريق قسمة العمل الصافي على زمن الدورة.

#### الطريقة 2: تعيين المساحة داخل طريقة الحلقة
يمكن تحديد المساحة داخل حلقة الشغل، إما 1) رقميًا عن طريق استيراد صورة حلقة الشغل إلى "إماج جيه" (ImageJ )، وتتبع شكل حلقة العمل وتحديد مساحتها. أو 2) يدويًا عن طريق طباعة نسخة مطبوعة من رسم حلقة الشغل، وقطع المنطقة الداخلية ووزنها على ميزان تحليلي . ثم يتم تقسيم صافي العمل على زمن الدورة للحصول على الطاقة الصافية.

## تطبيقات على فسيولوجيا العضلات الهيكلية
إن الميزة المهمة لتقنية حلقة العمل مقارنة بتقييمات قوة العضلات الهيكلية لدى البشر هي أن العوامل الحرجة المرتبطة بوظيفة العضلات الهيكلية تخفي إنتاج الطاقة الحقيقي على مستوى العضلات الهيكلية. تشمل العوامل الحرجة الأكثر شأنا تأثير الجهاز العصبي المركزي الذي يـٌحد من القدرة على توليد أقصى قدر من الطاقة، وفحوصات مجموعات العضلات بأكملها بدلاً من العضلة الهيكلية الفردية، وجمود الجسم، والجوانب التحفيزية المرتبطة بنشاط العضلات المستمر. بالإضافة إلى ذلك، فإن مقاييس إجهاد العضلات لا تتأثر بإجهاد الجهاز العصبي المركزي. ومن خلال اعتماد تقنية حلقة العمل في نموذج العضلات المعزولة، يتم التخلص من عوامل التداخل هذه، مما يسمح بإجراء فحص أدق للتغيرات الخاصة بالعضلات في ناتج طاقة حلقة الشغل استجابة لمحفز. علاوة على ذلك، فإن استخدام تقنية حلقة العمل بدلاً من طرق الانقباض الأخرى، مثل الانقباض المتساوي الطول ، والانقباض المتساوي التوتر ، والانقباض المتساوي السرعة ، يسمح بتمثيل أفضل للتغيرات في الشغل الميكانيكي للعضلات الهيكلية استجابة لمتغير مستقل، مثل التطبيق المباشر للكافيين ،      وبيكربونات الصوديوم ،  والتورين  على عضلة هيكلية معزولة، والتغيرات في ناتج طاقة حلقة العمل ومقاومة التعب أثناء الشيخوخة    والاستجابة لنظام غذائي مسبب للسمنة.  

## تطبيقات على حركة الحيوانات

### تعيين الأدوار الوظيفية للعضلات: المحركات، والفرامل، والينابيع، أو الدعامات
كشف تطوير تقنية حلقة العمل عن أدوار وظيفية مختلفة للعضلات من خلال محاكاة حركية وتنشيط أكثر واقعية. باعتبارها "محركًا"، تعمل العضلة على البيئة، مما يؤدي إلى حلقة شغل إيجابية عكس اتجاه عقارب الساعة. عندما يحدث شغل إيجابي فإن طول العضلة سيزداد، يتبعه زيادة في القوة قبل الوصول إلى الذروة. وعندما يتم الوصول إلى الذروة، سوف تقصر العضلة مع انخفاض القوة. ومن الأمثلة على الشغل الإيجابي الذي تم إنجازه بشأن البيئة هو اختبار سباحة أسماك الثعابين . تتحرك أسماك الثعابين في المياه عن طريق توليد الدفع في الماء. وتقوم أسماك الثعابين بتحريك محور جسمها باستخدام العضلات الموجودة على طول جذوعها، مما يؤدي إلى توليد قوة ميكانيكية.
باعتبارها "فرامل"، تمتص العضلة طاقة من البيئة المحيطة. تؤدي هذه الدائرة التي تدور في اتجاه عقارب الساعة إلى إنشاء عضلة تمتص الشغل، مما يؤدي إلى القيام بشغل سلبي على البيئة. تقصر هذه العضلات مع انخفاض إنتاج قوتها. بعد أن تقوم العضلة بامتصاص الطاقة من البيئة، يعود طول العضلة إلى طبيعته مع زيادة القوة. وعلى الرغم من قدرة أحد عضلات ساق الصرصور على إنتاج القوة، إلا أن تنشيط العضلات أثناء الإحهاد الكبير أثناء الجري الطبيعي يعمل على إبطاء تأرجح الساق. 
باعتبارها "زنبركًا"، فإن العضلات قادرة على التبديل بين حالات الحركة، وبالتالي إنتاج شغل مهمل. مثل اللولب، تقصر هذه العضلات عندما يتم تطبيق القوة عليها وتعود إلى طولها الطبيعي عندما يتم تحرير القوة. على سبيل المثال، تعمل العضلة القاعدية الكبيرة (b1) في ذبابة الفاكهة كعنصر مرن سلبي: فهي تولد القليل من الطاقة. بدلاً من ذلك، فإنها تخزن الطاقة المنتجة لتوجيه القوة. من المرجح أن يتم استخدام هذه العضلات لتعديل آليات الحركة بسرعة بدلاً من العمل على إنتاج طاقة.
باعتبارها "دعامة"، تولد العضلات قوة بشكل متساوي القياس ، أو بالتساوي أثناء الانقباض، مع السماح للمرونة السلبية للأوتار بتخزين وإطلاق الطاقة. في الديك الرومي الذي يركض على الأسطح المستوية، تنقبض عضلة الساق الجانبية بشكل متساوي القياس. على الرغم من أن هذه العضلة لا تتغير في الطول، إلا أنها تنتج قوى عالية وتسمح للتمدد والارتداد للوتر بتوفير العمل الميكانيكي. 

### مسارات طول العضلات غير المتناظرة
في الأصل، فرضت حلقات العمل (حلقات الشغل) تغييراً في طول الجيب sinusoidal على العضلة، مع إطالة وتقصير الزمن بشكل متساوٍ. ومع ذلك، فإن التغير في طول العضلات في الجسم الحي غالبًا ما يكون له أكثر من نصف دورة الانقباض، وأقل من نصف الاستطالة. إن فرض دورات الإستطالة والانقباض "غير المتناظرة" هذه يمكن أن يؤدي إلى زيادة الشغل ونواتج الطاقة، كما نراه في عضلات نداء الضفدع . 